# Allergische bronchopulmonale Aspergillose
Die allergische bronchopulmonale Aspergillose (ABPA) ist eine durch Schimmelpilze der Schlauchpilz-Gattung Aspergillus ausgelöste gemischtförmige allergische Erkrankung der Lunge (Typ-I- und Typ-III-Allergie). Zu den allergieauslösenden Schimmelpilzen gehören dabei die Typen Aspergillus fumigatus (häufig), Aspergillus flavus, Aspergillus niger, Aspergillus terreus und Aspergillus nidulans.
Besonders tritt ABPA auch als Komplikation bei Mukoviszidose (cystische Fibrose) auf. Hier betrifft die ABPA mindestens zehn bis fünfzehn Prozent der Patienten, bevorzugt ab dem zweiten Lebensjahrzehnt. Abzugrenzen ist eine allergische Aspergillose gegen die infektiöse Aspergillose, die hauptsächlich bei Patienten mit gestörter Abwehrreaktion auftritt und mit einer hohen Sterblichkeitsrate einhergeht.
Über die allergische bronchopulmonale Aspergillose berichteten das erste Mal Hinson et al. im Jahre 1952 in England. In den USA diagnostizierten Patterson und Golbert. den ersten Fall im Jahre 1968.

## Symptome
Die Symptomatik ist meist unklar und lässt selten einen Rückschluss auf die Schwere der Erkrankung zu. ABPA tritt häufiger bei Personen auf, die bereits an Asthma oder Mukoviszidose leiden. Berichte über ABPA ohne diese Vorerkrankungen sind selten. Folgende Symptome können auftreten:
- unerklärlicher Gewichtsverlust
- bräunlich verfärbtes Sputum
- Fieber über meist mehr als drei Tage
- Schmerzen im Brustkorb

In der Symptomatik ist die Krankheit leicht mit Tuberkulose zu verwechseln.

## Diagnostik
Die Hauptkriterien der ABPA sind:
- Asthma bronchiale / Cystische Fibrose
- akute/vorbeschriebene Lungeninfiltrate
- Sofortreaktion im Hauttest auf Aspergillus fumigatus
- erhöhtes Gesamt-IgE im Blutserum
- Antikörper gegen Aspergillus-Antigene, als Hauptmarker Asp fum sowie pathognomonisch Asp f4 und Asp f6.[3]
- Bluteosinophile
- zentrale Bronchiektasien
- spezifisches-IgE und spezifisches-IgG gegen Aspergillus fumigatus

Nebenkriterien:
- Aspergillus-Nachweis im Sputum
- Spätreaktion im Hauttest auf Aspergillus fumigatus

Das Diagnosemittel der Wahl bleibt die Röntgenaufnahme der Lunge und evtl. auch eine hochauflösende Computertomographie (CT), bei der großflächige Verschattungen durch einen bronchialen Sekretstau (mucoid impactions) zu erkennen sind und sich in der Regel auch zentrale Bronchiektasien feststellen lassen.

## Stufen der Erkrankung
In der Literatur wird die ABPA in fünf Stufen eingeteilt. Die Stufen sind dabei nicht als Phasen zu verstehen, da sich ein Patient bereits bei der Erstdiagnose in der Stufe fünf befinden kann. Außerdem ist auch eine Rückentwicklung von Stufe III nach Stufe II möglich.
- Stufe I   (Erstmanifestation)
- Stufe II  (Remission – vorübergehende Rückbildung der Symptomatik)
- Stufe III (Exazerbation – erneute Verschlechterung)
- Stufe IV  (kortikoidpflichtiges Asthma)
- Stufe V   (irreversible fibrotische Veränderungen des Lungengewebes)

## Therapie
Derzeit wird ABPA mit einer systemischen Steroidbehandlung (Cortison), ggf. unterstützt durch ein Antimykotikum (beispielsweise Itraconazol) therapiert. Fallweise kann auch die Verabreichung eines Antibiotikums notwendig sein, da die Lungeninfiltrate Sitz einer bakteriellen Pneumonie sein können.
Eine Heilung ist nicht möglich. Es muss insbesondere darauf geachtet werden, die weit verbreiteten Aspergillen zu meiden, etwa durch die Abschaffung von Zimmerpflanzen, die Abschaffung von Federbetten und den Verzicht auf Haustiere, insbesondere Vögel.
Ohne Behandlung entwickeln sich vernarbte Lungenbezirke (Fibrosen), die nicht mehr für den Gasaustausch zur Verfügung stehen. Daher muss eine Therapie darauf ausgerichtet sein, die Entwicklung der Stufe III-V zu verhindern.